# Kujdusun
Il Kujdusun (in russo Куйдусун?) è un fiume della Siberia Orientale, affluente di sinistra dell'Indigirka. Scorre nell'Ojmjakonskij ulus della Sacha (Jacuzia), in Russia.

## Descrizione
Nasce dal versante nord-orientale dei monti Suntar-Chajata; scorre attraverso un territorio montuoso all'interno dell'altopiano di Ojmjakon dapprima con direzione settentrionale, poi nord-orientale in un territorio molto ricco di laghi (circa 20 000), infine nuovamente settentrionale. Fra i maggiori affluenti ci sono il Buor-Jurjach da sinistra e il Mannyk-Jurjach da destra.
La lunghezza del fiume è di 247 km, l'area del suo bacino è di 20 400 km². Sfocia nell'Indigirka a 1 654 km dalla foce. 
Il clima del bacino è subartico, fortemente continentale, con inverni molto rigidi, in una zona di distribuzione continua del permafrost. Il fiume gela all'inizio di ottobre e si libera dal ghiaccio alla fine di maggio. Sul fiume ci sono i villaggi di Kujdusun e Tomtor.